# Будинок Кочубея (Тиниця)
Будинок Кочубея — пам'ятка архітектури національного значення в Тиниці. Пошкоджена, не реставрована. Будівля не використовується.

## Історія
Постановою Кабінету Міністрів УРСР від 06.09. 1979 № 442 «Про доповнення списку пам'яток містобудування і архітектури Української РСР, що перебувають під охороною держави» надано статус «пам'ятки архітектури національного значення» з охоронним № 1771 під назвою «Будинок Кочубея з парком».
Встановлено інформаційну дошку.

## Опис
Є рідкісним прикладом садибних будинків XVIII століття, що збереглися на Чернігівщині та Лівобережній Україні. Складає композиційний центр Тиницького парку. Поруч із будинком Кочубея розташований флігель «Скарбниця».
Будинок збудований наприкінці XVIII століття на території маєтку Кочубеїв у селі Тиниця. Після перебудов ХІХ і початку ХХ століть набув стилістичних рис відповідно класицизму та модерну .
Кам'яний, оштукатурений, одноповерховий на підвалі, прямокутний у плані будинок, з чотирисхилим дахом. Стіни завершуються карнизом із сухариками. Фасад прикрашений рустованими пілястрами, вікна — горизонтальними сандриками на кронштейнах, у деяких присутні привіконні колонки та підвіконні полички. Має два входи із західної та південної сторін із невеликими ґанками (не збереглися). Вхід західного фасаду прикрашений рустованими пілястрами та напівциркульною нішою над отвором з радіальним рустом по контуру, південного фасаду — невеликою розкріповкою фасадної стіни з рустованими пілястрами на кутах. Східний (торцевий) фасад зі слідами перебудов, де є півколонки з нетрадиційними формою капітелями і сандрики. На східному фасаді є вхід у підвальний поверх.
Останньою з роду Кочубеїв тут мешкала Марія Іванівна. Після Жовтневого перевороту разом із синами вона залишила садибу. При більшовиках тут розмістилася сільськогосподарська школа, а з 1979 — Тиницька філія ПТУ № 4 міста Бахмача. У 2006 році ПТУ № 4 було ліквідовано. Наразі будівля не використовується.